# José de Amorim Salgado
José de Amorim Salgado, 1º barão de Santo André (Província de Pernambuco, 30 de março de 1853 — , ) foi um magistrado e nobre brasileiro.

## Biografia
Era filho de Paulo Amorim Salgado, natural da freguesia de Una, em Pernambuco, Fidalgo Cavaleiro da Casa Imperial, e da sua mulher e prima d. Maria Antônia de Barros Wanderley.
José de Amorim Salgado formou-se em ciências jurídicas e sociais pela Faculdade de Direito do Recife, seguindo carreira na magistratura. Exerceu o cargo de juiz de direito em Goiás.
Era Fidalgo Cavaleiro da Casa Imperial.